# 拉特里尼泰 (滨海阿尔卑斯省)
拉特里尼泰（法語：La Trinité，法語發音：[la tʁinite] ⓘ）是法国滨海阿尔卑斯省的一个市镇，属于尼斯区。

## 地理
拉特里尼泰（43°44'27"N, 7°18'51"E）面积14.9 平方千米，位于法国普罗旺斯-阿尔卑斯-蓝色海岸大区滨海阿尔卑斯省，该省份为法国东南部沿海省份，南濒地中海，西南至瓦尔省，西北接上普罗旺斯阿尔卑斯省，北部和东部与意大利接壤。
与拉特里尼泰接壤的市镇（或旧市镇、城区）包括：康塔龙、德拉普、埃兹、尼斯、佩耶、佩永、拉蒂尔比。
拉特里尼泰的时区为UTC+01:00、UTC+02:00（夏令时）。

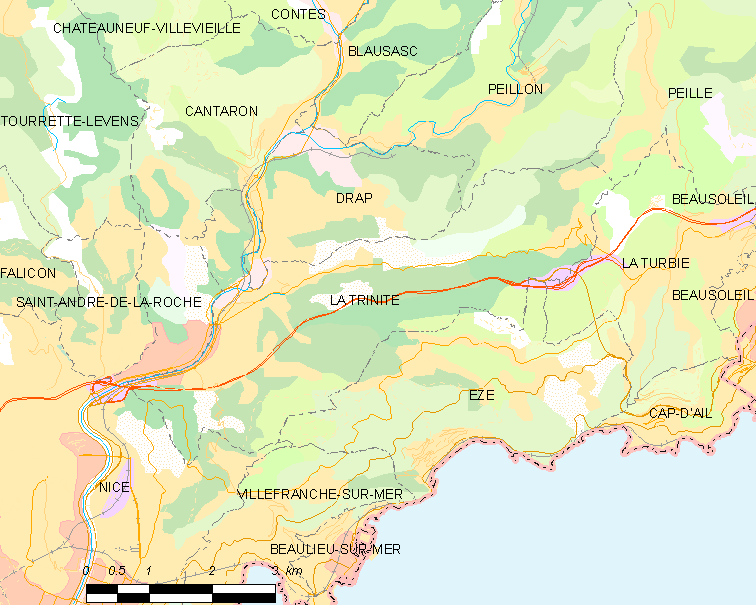
拉特里尼泰的OSM定位图

## 行政
拉特里尼泰的邮政编码为06340，INSEE市镇编码为06149。

## 政治
拉特里尼泰所属的省级选区为尼斯第七县。

## 人口

1962-2008年间拉特里尼泰人口变化图示

拉特里尼泰于2022年1月1日时的人口数量为10485人。